# پیک هرمان

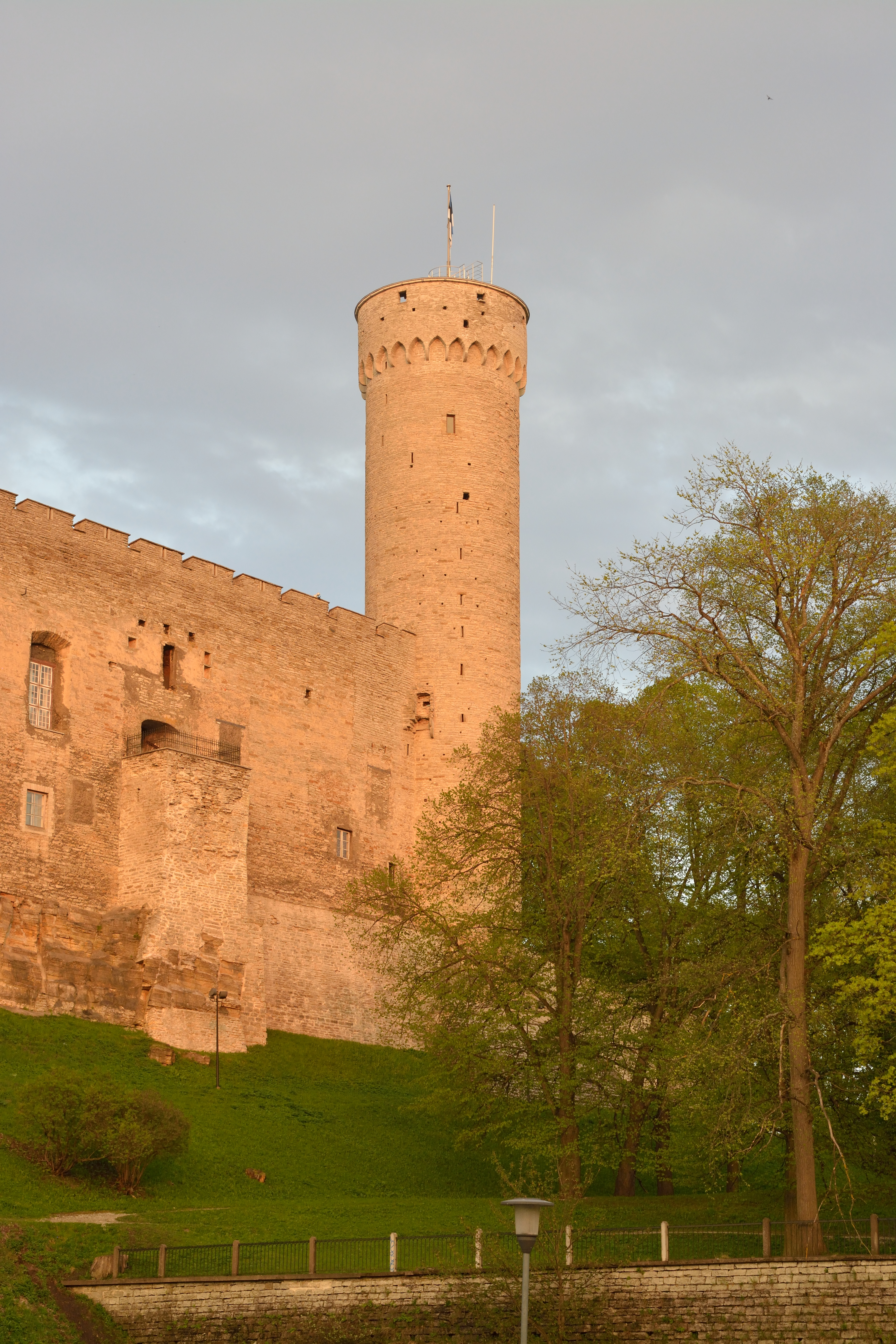
پیک هرمان

پیک هرمان (آلمانی: Langer Hermann) یک برج در قلعه تومپئا، تالین است.
اولین بخش از این برج در ۷۰–۱۳۶۰ ساخته شده و در قرن ۱۶ میلادی با ارتفاع ۴۵٬۶ متر تکمیل شده است، این برج دارای ۲۱۵ پله، ده طبقه و یک مرکز دیدبانی در بالای آن است. برج پیک هرمان در نزدیکی ساختمان مجلس استونی قرار دارد.